# جوردن وينتر
جوردن وينتر (بالإنجليزية: Jordan Wynter)‏ هو لاعب كرة قدم بريطاني في مركز الوسط، ولد في 24 نوفمبر 1993 في London Borough of Redbridge ‏ في المملكة المتحدة. لعب مع نادي أرسنال ونادي بريستول سيتي ونادي تشيلتنهام تاون ونادي فارنبوروه.

## وصلات خارجية
- جوردن وينتر على موقع قاعدة بيانات كرة القدم.إي يو (الإنجليزية)
- جوردن وينتر على موقع Soccerbase.com (لاعب) (الإنجليزية)
- جوردن وينتر على موقع Soccerway.com (الإنجليزية)